# Медведица (Конёвское сельское поселение)
Медведица — деревня в составе Конёвского сельского поселения Шарьинского района Костромской области России.

## География
Деревня расположена на берегу рек Ветлуга и Каржа.

## История
Согласно Спискам населенных мест Российской империи в 1872 году деревня относилась к 2 стану Ветлужского уезда Костромской губернии. В ней числилось 36 дворов, проживало 87 мужчин и 62 женщины.
Согласно переписи населения 1897 года в деревне проживало 199 человека (88 мужчин и 111 женщин).
Согласно Списку населенных мест Костромской губернии в 1907 году деревня относилась к Одоевско-Спиринской волости Ветлужского уезда Костромской губернии. По сведениям волостного правления за 1907 год в ней числилось 48 крестьянских дворов и 281 житель. В деревне имелась водяная мельница. Преобладающим занятием жителей деревни, кроме земледелия, был лесной промысел.
В 1916 году в деревне имелись 46 дворов, в которых проживали 261 человек (103 мужчины и 158 женщин).
В 1925 году в деревне проживали 297 жителей.

## Население
| 2008 | 2010 | 2014 |
| ---- | ---- | ---- |
| 21   | ↗95  | ↘17  |